# Critérium Luis de Baviera
El Critérium Luis de Baviera fue una prueba de rally que se disputó en la Comunidad de Madrid puntuable para el Campeonato de España de Rally y organizado por el Comité Organizador Federación Centro de Automovilismo. Nació en 1964 bajo el nombre de Rally Presidente de Madrid y se mantuvo así varias ediciones hasta que en 1967 se le introdujo el apellido «Trofeo Luis de Baviera» y a partir de 1969 pasó definitivamente a Critérium Luis de Baviera en homenaje a Luis de Baviera copiloto que falleció mientras disputaba con Bernard Tramont el Rally Costa del Sol de 1966. Durante tres ediciones, de 1976 a 1979 recibió también el sobrenombre de «Critérium Pub Seis Peniques», debido al patrocinio de una importante empresa de hostelería madrileña.
Se disputaba en las carreteras de los alrededores de Madrid en tramos de asfalto y de tierra, casi siempre en el mes de mayo y en algunas ediciones también visitó el circuito del Jarama. Fue una de las pruebas más célebres de la época que se disputaban en Madrid junto al Rally Firestone y el Rally Shalymar y en ella participaron con pilotos habituales del campeonato de España como Estanislao Reverter, Marc Etchebers, Antonio Zanini, Jorge de Bagration, Genito Ortiz o Carlos Sainz.
El término critérium se refiere al formato de la prueba consistente en un itinerario en bucle con salida y meta en el mismo punto a diferencia de los rallies de la época donde los participantes partían desde diferentes localidades con destino a un mismo lugar. El Baviera mantuvo este formato incluso en la edición de 1985 que se disputó con el nombre Rally Villa de Madrid.

## Historia

### Años 1960
La sexta edición del Baviera se celebró el mes de abril de 1969 como inicio de jornada del Gran Premio de F1 celebrado en el circuito del Jarama, que se realizó con fines benéficos. La noche anterior transcurrió en las carreteras próximas a Madrid y al día siguiente los veinte mejores clasificados disputaron una carrera de veinte vueltas en el circuito madrileño. Resultaron vencedores Jaime Lazcano y Ricardo Muñoz que participaron con un Porsche 911 R.

### Años 1970
En 1970 se celebró entre el 4 y el 5 de abril siendo la cuarta cita del campeonato de España con coeficiente 4 y con un recorrido de 456 km y 10 pruebas cronometradas. Cincuenta y siete participantes tomaron la salida de los que solo treinta y cinco terminaron. El gallego Estanislao Reverter se impuso en la prueba con su Porsche 911 R de grupo 6 siendo Alberto Ruiz-Giménez segundo con el Porsche 911 S y del francés Bernard Tramont tercero con el Alpine Renault 1440. Reverter vencería también en las categorías 4, 5 y 6 mientras que José Mª Fernández lo haría en el grupo 1 y Eladio Doncel en el grupo 2.
En 1971 se celebró de nuevo en el mes de mayo, los días 1 y 2 como quinta ronda de la temporada y un recorrido de 431 km. La inscripción aumentó respecto al año anterior hasta los setenta participantes. Alberto Ruiz Giménez que había sido segundo en 1970 se hizo con la victoria acompañado en el podio por Lencina y de nuevo por Reverter, los tres pilotos a los mandos de sus respectivos Porsche 911.
La novena edición del Baviera se llevó a cabo los días 6 y 7 de mayo con un recorrido de 509 km y diez pruebas cronometrados. La cifra de inscritos aumentó esta vez a los ochenta y cinco participantes. Estanislao Reverter repetía triunfo en esta ocasión con «Facas» como copiloto y a los mandos del Alpinche, un coche que había fabricado en su taller de Ourense, (Renault Alpine con motor Porsche) con el que ya había logrado varios podios con el que lograba en Madrid su primera victoria. Segundos fueron la pareja formada por Rasilla-Lewin con un Alpine Renault 1600 de grupo 5 y tercero Lucas Sainz y Juan Carlos Oñoro con un Renault 8 TS también de grupo 5.

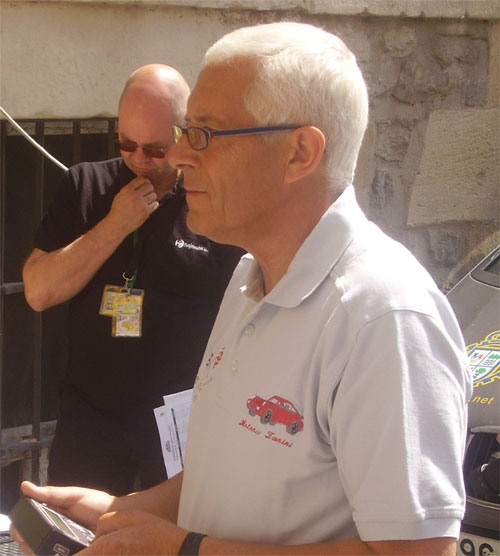
Antonio Zanini sumó tres victorias en el Baviera (1977, 1978, 1984) que hubiesen sido cuatro de no ser por la exclusión en 1976.

La décima edición se celebró los días 30 y 31 de mayo como la octava ronda del campeonato. El recorrido constaba de 462 km totales y trece pruebas cronometradas. Jorge Bäbler y su copiloto Ricardo Antolín a bordo del SEAT 124-1800 de grupo 5 fue el vencedor, seguido de Antonio Zanini con el SEAT 124-1600 oficial y Sainz, que repetía podio, con el Alpine 1500. Tanto Bäbler como SEAT se fueron de Madrid como líderes en la clasificación del campeonato de España, puesto que mantendrían hasta el final de temporada. Bäbler se coronaría campeón de España ese año con cinco victorias más.
En 1974 el rally se programó los días 30 de abril y 1 de mayo de nuevo con coeficiente 5 y siendo la sexta cita del año tras el Rally Firestone. Los ganadores fueron la pareja francesa Marc Etchebers y Marie C. Etchebers que dominaron la prueba con un Porsche Carrera RS de grupo 4. Salvador Cañellas fue segundo con el SEAT 1430-1800 de grupo 5 y Reverter repetía podio con su habitual Alpinche. Etchebers sumaria ese año varias victorias más terminando tercero en el campeonato de España por muy pocos puntos de diferencia respecto a Antonio Zanini, campeón, y Juan Carlos Pradera subcampeón.
Estanislao Reverter sumaría su tercer y último triunfo en el Baviera de 1975. En esta ocasión participando con un BMW 2002 y con José Luis Sala de copiloto. Sainz-Zorita fueron segundos con el Alpine Renault 1600 y el gallego Beny Fernández con otro BMW 2002 completó el podio. El recorrido de la prueba ascendió a los 697 km y contó con un total de 32 tramos cronometrados.
Al año siguiente Beny Fernández le daba al BMW 2002 una nueva victoria en el Baviera, siendo la primera en su palmarés personal. Jorge de Bagration se subía al podio con su habitual Lancia Stratos mientras que la pareja Trabado-Serrano completaban el podio con un SEAT 124-1800. Esa temporada Beny lograría el subcampeonato y Bagration sería tercero. Una de las notas más polémicas fueron la exclusión de Ricardo Muñoz y Antonio Zanini tras las verificaciones técnicas realizadas después de la carrera. El primero, que participaba con el Citroën GS llegó a meta después de realizar setenta kilómetros de enlace sin la rueda trasera derecha, y aunque llegó con algunos minutos de retraso al parque cerrado, los comisarios decidieron excluirlo; mientras que Zanini, ganador del rally provisionalmente también fue excluido al comprobarse que el embrague de su SEAT 1430 no era el de serie.
En la edición de 1977 el rally sufrió un pequeño revés, días antes de su celebración el ICONA y varios ayuntamientos prohibieron la celebración de cualquier pruebas sobre los tramos de tierra debido a un enfrentamiento con el RACE. De esta manera el Baviera solo contó con tramos sobre asfalto favoreciendo a los pilotos con los vehículos más potentes. La prueba además se detuvo a mitad de carrera debido al accidente protagonizado por Bagration que estrelló su Stratos con resultado fatal para su copiloto Manuel Barbeito. En un cambio de rasante se salieron y chocaron contra un árbol recibiendo todo el impacto el copiloto. Al minuto llegaron Salvador Cañellas, que llamó por radio a la salida, y luego Genito Ortiz pero no pudieron hacer nada por Barbeito, que falleció en el momento del impacto. La carrera se paralizó al momento y la clasificación final quedó con Zanini primero, que lograba su primera victoria en la prueba madrileña a los mandos de su SEAT 124 oficial y con el que lograría el título nacional a final de temporada. Salvador Cañellas y Genito Ortiz con sendos SEAT completaron la segunda y tercera plaza del podio. Zanini repetiría victoria en 1978 ya con el Fiat 131 Abarth.
En 1979 se vivió la primera de las tres victorias consecutivas que Jorge Bagration lograría con el Lancia Stratos. Celebrada los días 25 y 27 de mayo fue la octava ronda de un amplio calendario que ese año contaba con veintiuna pruebas incluyendo otra más en Madrid el Shalymar, donde también se impondría Bagration.

### Años 1980
La edición de 1982 estuvo marcada por la presencia de la niebla que hizo difícil las cosas para los participantes. Beny Fernández con el Porsche 911 se adjudicó el triunfo por delante de Genito Ortiz, segundo a los mandos del Renault 5 Turbo, que perdió gran parte de sus opciones a la victoria en la prueba realizada en el Circuito del Jarama donde cedió 22 segundos respecto a Beny. Más de la mitad de los equipos presentes abandonaron destacando el de Salvador Serviá (Ford Fiesta 1600), el de Medardo Pérez (BMW) y el de José Couret. Los pilotos gallegos, «Peitos» (Ford Escort) y Carlos Piñeiro (Porsche 911) ocuparon la tercera y cuarta plaza respectivamente, y Herrero con el Sumbean Lotus completó la quinta posición de la clasificación.
La 20.ª edición del Baviera se celebró los días 21 y 22 de mayo de 1983 siendo la séptima cita del campeonato de España. Los principales candidatos el título de ese año Beny Fernández y Genito Ortiz se disputaron la victoria en una carrera marcada por la lluvia. Finalmente se impuso el R5 Turbo de Ortiz con medio minuto de ventaja sobre el Porsche 911 de Beny. Tercero fue Carlos Sainz con otro Renault 5 Turbo.
En el año 1984 Zanini llegaba líder del campeonato a Madrid, tras vencer en el Critérium Montseny-Guilleries y el Sierra Morena con el Ferrari 308 GTB. El grueso de pilotos que también optaron al trifuno inicialmente fueron Beny Fernández con el Porsche, Juan Carlos Oñoro con el Opel Manta y Genito Ortiz con el Renault 5 Turbo oficial. Destacaban también entre los participantes 79 equipos inscritos el R5 Turbo de Carlos Sainz, los Porsche de Medina y León de Cos, o los Opel Ascona de grupo A de Carlos Santacreu y Mariano Lacasa. El itinerario que arrancaba en la Plaza Mayor de Madrid, constaba de 688 km de los que 200 eran cronometrados e incluía un tramo urbano en la Dehesa de la Villa. El triunfo final fue para Zanini que se impuso en una dura prueba marcada por la abundante presencia de la lluvia. Aunque Genito Ortiz lideró la prueba en la primera jornada con su R5 Turbo, este sufrió una salida de pista a falta se seis tramos para el final, lo que dejó vía libre a Zanini para hacerse con el liderato de la prueba mientras que Beny Fernández que marchaba segundo tras Ortiz, perdió diez minutos por la rotura de un soporte del motor de su Porsche. Oñoro también escaló posiciones por los problemas de Ortiz y Beny, situándose segundo y Fernando Medina hacía lo mismo logrando subirse al podio. Por su parte Carlos Sainz, con muchos problemas en el motor, fue quinto. La clasificación final terminó con Zanini, Oñoro y Medina en los puestos de podio; Beny Fernández, Carlos Sainz, Candela, Dameto, Freddy, Rubi y López Trueba completaron las diez primeras posiciones.
En 1985 la prueba se celebró gracias al apoyo de Amortiguadores Junior y con un cambio de nombre: Rally Villa de Madrid. La plaza Mayor volvió a servir como escenario de salida en la primera edición desde 1969 en que no formaba parte del calendario del campeonato de España ya que pasaría a ser solo puntuable para la Copa de España de rallies. Aun así, se alcanzaron los sesenta y cinco equipos inscritos. En una prueba marcada por la lluvia el ganador fue Ricardo Muñoz con un BMW 323 mientras que los Opel Corsa de Sangrador y Loza completaron las otras dos plazas del podio,

## Palmarés
| Año  | Edición                                                         | Piloto                | Copiloto                  | Automóvil               | Series |
| ---- | --------------------------------------------------------------- | --------------------- | ------------------------- | ----------------------- | ------ |
| 1964 | 1.º Rally Presidente                                            | Pascual Puché         |                           | Categoría automóviles   |        |
| 1964 | 1.º Rally Presidente                                            | De la Torre           | De la Torre               | Categoría motocicletas  |        |
| 1965 | 2.º Rally Presidente                                            | Sin datos             |                           |                         |        |
| 1966 | 3.º Rally Presidente                                            | Sin datos             |                           |                         |        |
| 1967 | 4.º Rally Presidente Trofeo Luis de Baviera                     | José María Juncadella | Jaime Parejo              | Cooper S-Broadspeed     | España |
| 1968 | 5.º Rally Presidente Trofeo Luis de Baviera                     | José Antonio Gurrea   | Miguel Cantó              | Fiat Abarth TC 1000     | España |
| 1969 | 6.º Critérium Luis de Baviera                                   | Jaime Lazcano         | Ricardo Muñoz             | Porsche 911 R           |        |
| 1970 | 7.º Critérium Luis de Baviera                                   | Estanislao Reverter   | Julio Leal                | Porsche 911 R           | España |
| 1971 | 8.º Critérium Luis de Baviera                                   | Alberto Ruiz-Giménez  | Javier Bueno              | Porsche 911 S           | España |
| 1972 | 9.º Critérium Luis de Baviera                                   | Estanislao Reverter   | «Facas»                   | Alpinche                | España |
| 1973 | 10.º Critérium Luis de Baviera 1.º Rallye Asociación de Pilotos | Jorge Bäbler          | Ricardo Antolín           | SEAT 124-1800           | España |
| 1974 | 11.º Critérium Luis de Baviera                                  | Marc Etchebers        | Marie Christine Etchebers | Porsche Carrera RS      | España |
| 1975 | 12.º Critérium Luis de Baviera                                  | Estanislao Reverter   | José Luis Sala            | BMW 2002 Tii            | España |
| 1976 | 13.º Critérium Luis de Baviera 1.º Critérium Pub Seis Peniques  | Beny Fernández        | Miguel Brasa              | BMW 2002                | España |
| 1977 | 14.º Critérium Luis de Baviera 2.º Critérium Pub Seis Peniques  | Antonio Zanini        | Juan José Petisco         | SEAT 124D Especial 1800 | España |
| 1978 | 15.º Critérium Luis de Baviera 3.º Critérium Pub Seis Peniques  | Antonio Zanini        | Juan José Petisco         | Fiat 131 Abarth         | España |
| 1979 | 16.º Critérium Luis de Baviera                                  | Jorge de Bagration    | Nuria Llopis              | Lancia Stratos          | España |
| 1980 | 17.º Critérium Luis de Baviera                                  | Jorge de Bagration    | Juan José Petisco         | Lancia Stratos HF       | España |
| 1981 | 18.º Critérium Luis de Baviera                                  | Jorge de Bagration    | Víctor Sabater            | Lancia Stratos HF       | España |
| 1982 | 19.º Critérium Luis de Baviera                                  | Beny Fernández        | José Luis Sala            | Porsche 911 SC          | España |
| 1983 | 20.º Critérium Luis de Baviera                                  | Genito Ortiz          | Susi Cabal                | Renault 5 Turbo         | España |
| 1984 | 21.º Critérium Luis de Baviera 1.º Rally Villa de Madrid        | Antonio Zanini        | Josep Autet               | Ferrari 308 GTB         | España |
| 1985 | 2.º Rally Villa de Madrid                                       | Ricardo Muñoz «Rizos» | Miguel Ardavín            | BMW 323i E30            | Copa   |